# Ana Pauker
Ana Pauker (nascida Hannah Rabinsohn; Codăeşti, 13 de dezembro de 1893 – Bucareste, 14 de junho de 1960) foi uma política romena, ministra de relações exteriores do seu país entre o final dos anos 1940 e início dos anos 1950. Foi a líder oficiosa do Partido Comunista Romeno, depois da Segunda Guerra Mundial.